# Philodromus afroglaucinus
Philodromus afroglaucinus är en spindelart som beskrevs av Muster och Robert Bosmans 2007. Philodromus afroglaucinus ingår i släktet Philodromus och familjen snabblöparspindlar.
Artens utbredningsområde är Algeriet. Inga underarter finns listade i Catalogue of Life.